# Зинченко, Василий Филиппович
Василий Филиппович Зинченко (1874, Вознесенск — 1951) — революционер и политический деятель.

## Биография
Василий Филиппович Зинченко родился в 1874 году в Вознесенске в семье рабочего.
Там же началась его революционная деятельность. Он активно распространял большевистские листовки среди железнодорожников, солдат гарнизона и в воинских эшелонах, проходивших на театр русско-японской войны. Член партии большевиков с 1905 г.
В 1907 году арестован и отправлен в ссылку в Казахстан, откуда он сбежал и прибыл на станцию Туркестан.
С 1909 года Зинченко в Актюбинске. Работал машинистом депо на станции Актюбинск.
В 1917—1918 годах руководитель большевистских групп в Актюбинске, первый председатель Актюбинского Совета.
Весь период гражданской войны В. Ф. Зинченко находился на передовых позициях. Его бронепоезд последним оставил Актюбинск в апреле 1919 года, участвовал в жестоких боях под Кандагачем, Эмбой и Челкаром.
1917-18. Председатель Актюбинского уездного исполкома.
С сентября 1918 года председатель Актюбинского совета союзов.
19 ноября 1918 года назначен председателем дисциплинарного суда Актюбинского комитета партии.
В 1918-19 годах. Комиссар труда Актюбинского уездного исполкома.
С ноября 1918 года член Орского комитета ВКП(б).
В 1919 году политработник на Актюбинском фронте.
С октября 1919 года заведующий агитационно-информационным бюро при Актюбинском уездном оргпартбюро и врид председателя Актюбинского уездного оргпартбюро.
10.11.1919 баллотировался в пред. Актюбинского оргпартбюро (получил 22 голоса «за», 21 — «против» при 7 воздержавшихся).
С 30.11.1919 — член Актюбинского комитета ВКП(б).
С 14.12.1919 — член (коллегии из 2 чел., фактически заведующий) информационного отдела Актюбинского комитета ВКП(б).
Член коллегии отдела труда и соцобеспечения Актюбинского уисполкома (? — 24.01.1920).
Заведующий подотделом охраны труда — председатель коллегии (зав.) отделом труда и соцобеспечения Актюбинского уисполкома (24.01.1920).
После окончания гражданской войны Зинченко принял активное участие в восстановлении народного хозяйства и, прежде всего, железнодорожного транспорта в Казахстане и на Украине, возглавлял работу профсоюзов, внес большой вклад в формирование красноармейских частей. В последующем много работал на руководящих постах в Киеве.
Его имя вписано в историю Казахстана. Его именем названа улица в городе Актобе, установлен бронзовый бюст авторов Т. Сулейманова и О. Прокопьевой. На розовом граните высечена надпись: «Первому председателю Актюбинского большевистского Совета, члену партии с 1905 г. В. Ф. Зинченко».